# イルマ・ヨハンソン
イルマ・ヨハンソン（Irma Johansson、1932年4月3日 - ）はスウェーデン・ノールボッテン県カリックス市出身の元クロスカントリースキー選手。1950年代から1960年代にかけて活躍した。
1956年コルチナ・ダンペッツオオリンピックでは10km7位、3×5kmリレー銅メダル、1958年ノルディックスキー世界選手権では3×5kmリレー銅メダルを獲得、1960年スコーバレーオリンピックでは10km8位、3×5kmリレーで金メダルを獲得した。 